# 彼得拉·青德勒
彼得拉·青德勒（德語：Petra Zindler，1966年2月11日—），德国女子游泳运动员。她曾代表西德参加1984年夏季奥林匹克运动会游泳比赛，获得女子400米个人混合泳铜牌、女子200米个人混合泳第七名和女子200米蝶泳第十四名。